# Vega del Codorno
Vega del Codorno ist ein Ort und eine zentralspanische Gemeinde (municipio) mit 143 Einwohnern (Stand: 2024) im Norden der Provinz Cuenca in der Autonomen Region Kastilien-La Mancha. Neben dem Hauptort Vega del Codorno besteht die Gemeinde aus den Ortschaften Los Demetrios, Los Eustaquios, Los Perales, El Perchel und Tio Miguelete.

## Lage und Klima
Vega del Codorno liegt auf der Westseite des Iberischen Gebirges in einer Höhe von ca. 1345 m. Die Provinzhauptstadt Cuenca befindet sich gut 40 Kilometer (Fahrtstrecke) südlich. Das Klima im Winter ist gemäßigt, im Sommer dagegen warm bis heiß. Regen (693 mm/Jahr) fällt das ganze Jahr über.

## Bevölkerungsentwicklung
| Jahr      | 1970 | 1981 | 1991 | 2001 | 2011 | 2021 |
| Einwohner | 402  | 317  | 271  | 240  | 175  | 135  |

## Sehenswürdigkeiten
- Kirche

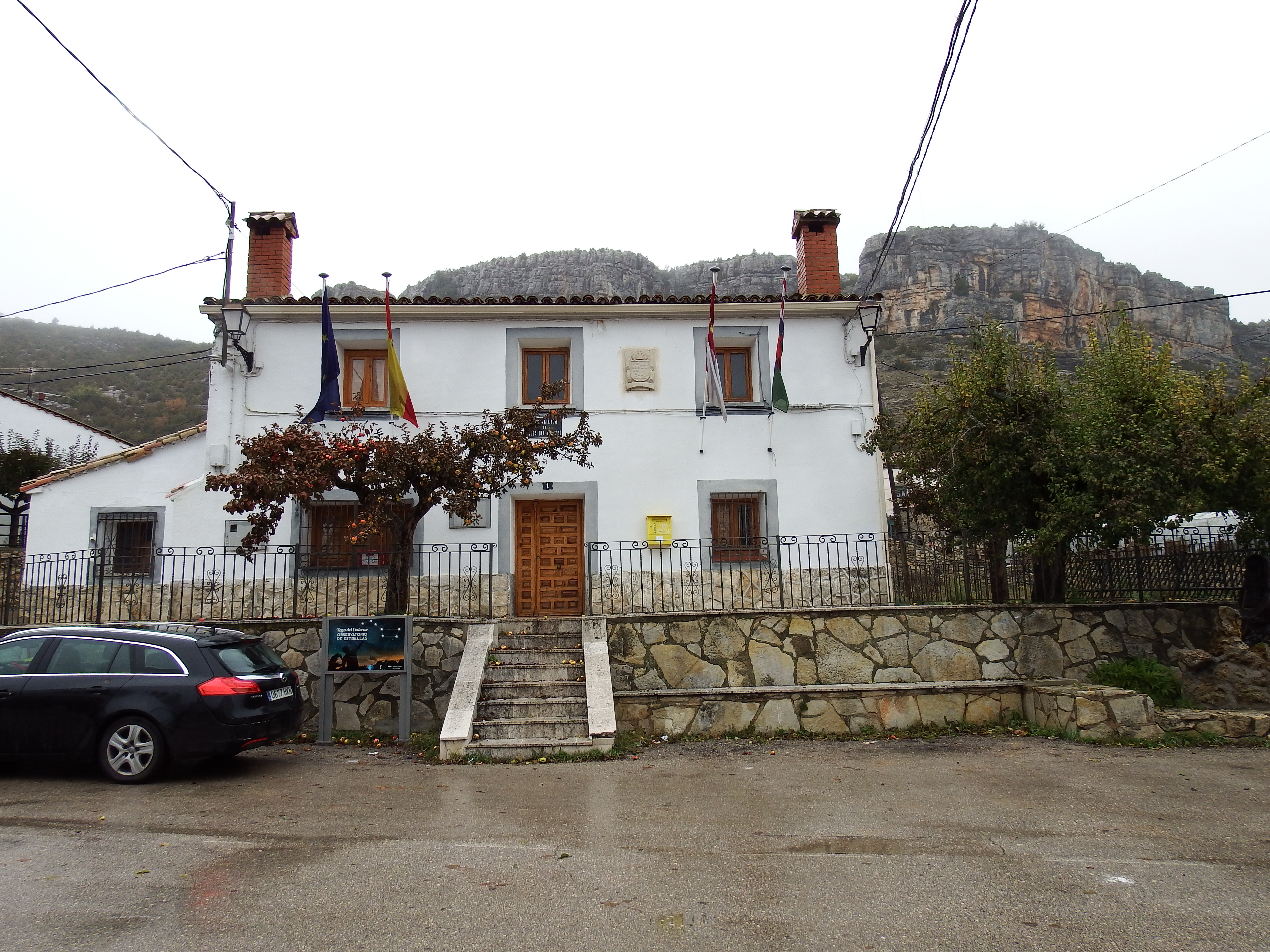
Rathaus